# Eric Holcomb
Eric Holcomb, né le 2 mai 1968 à Indianapolis, est un homme politique américain membre du Parti républicain. Il est gouverneur de l'Indiana de 2017 à 2025.

## Biographie
De 2003 à 2011, il fait partie de l'équipe du gouverneur de l'Indiana Mitch Daniels dont il dirige la campagne de réélection en 2008. Il devient en 2011 le président du parti républicain de l'Indiana, sur la recommandation de Daniels. Il quitte cette fonction en 2013 pour devenir chef de cabinet du sénateur républicain Dan Coats.
En mars 2015, deux jours après que Dan Coats ait annoncé son intention de ne pas se représenter lors des élections de 2016, Holcomb annonce sa candidature. Il renonce à cette candidature en février 2016, la veille de l'annonce par le gouverneur Mike Pence de le nommer lieutenant-gouverneur en remplacement de Sue Ellspermann, démissionnaire,.
Candidat à sa réélection comme lieutenant-gouverneur aux côtés de Mike Pence en 2016, il choisit de briguer l'investiture républicaine pour le poste de gouverneur lorsque Pence est choisi comme colistier de Donald Trump pour l'élection présidentielle. Après avoir remporté l'investiture face aux membres du Congrès Susan Brooks et Todd Rokita, il remporte l'élection générale de novembre contre le démocrate John R. Gregg.
Candidat à sa réélection en 2020, il est largement réélu pour un second mandat contre le démocrate Woody Myers.